# Fangasito
Fangasito (auch: Fagisito, Tangaseto) ist eine Insel in der tonganischen Inselgruppe Vavaʻu.

## Geographie
Fangasito ist eine der südlichsten Inseln des Archipels, zusammen mit Fonuaʻoneʻone, Lua Loli, Taula und Maninita. Weiter nordwestlich liegt Muʻomuʻa.

## Klima
Das Klima ist tropisch heiß, wird jedoch von ständig wehenden Winden gemäßigt. Ebenso wie die anderen Inseln der Vavaʻu-Gruppe wird Fangasito gelegentlich von Zyklonen heimgesucht.